# Перл Харбор (филм)
Перл Харбор (енгл. Pearl Harbor) је ратни филм из 2001. године, режисера Мајкла Беја са Беном Афлеком, Џошом Хартнетом, Кејт Бекинсејл и Кјубом Гудингом млађим у главни улогама. Филм представља фикционализовану верзију јапанског напада на Перл Харбор 7. децембра 1941. године, фокусирајући се на љубавну причу која се дешава у време напада, последице и Дулитлов напад.
Филм је постигао финансијски успех, зарадивши 59 милиона долара током премијерног викенда, а укупна зарада филма је износила скоро 450 милиона долара, али филм је добио углавном негативне критике од стране критичара, који су критиковали филмску причу, дијалоге, трајање филма и историјску нетачност. Филм је био номинован за четири Оскара, од којих је освојио онај за најбољу монтажу звука. Међутим, био је номинован и за шест награда Златна малина, укључујући ону за најгори филм. Ово је био први случај да је филм који је номинован за најгори филм, освојио Оскара.

## Радња
Историја оживљава у незаборавном и прослављеном филму Перл Харбор, спектакуларном блокбастеру у продукцији Џерија Брукхајмера и режији Мајкла Беја. Уз фантастичне визуелне и звучне ефекте, филм приказује догађај који је променио свет – тог недељног јутра у рају, када су ратни авиони запарали мирно небо над Перл Харбором и увели Америку у Други светски рат. Ова истинита прича о катастрофалном поразу, херојској победи и личној храбрости говори о погубном утицају рата на двојицу храбрих, младих пилота, које глуме Бена Афлека и Џоша Хартнета, али и на прелепу и посвећену медицинску сестру, коју глуми Kејт Бекинсејл. Перл Харбор је невероватан редитељски подухват - узбудљива рекапитулација тог „неславног дана” и дирљива посвета мушкарцима и женама који су га преживели.

## Улоге
| Глумац               | Улога                             |
| -------------------- | --------------------------------- |
| Бен Афлек            | поручник/капетан Рејф Маколи      |
| Џош Хартнет          | поручник/капетан Дени Вокер       |
| Кејт Бекинсејл       | болничарка поручник Евелин Џонсон |
| Кјуба Гудинг млађи   | заставник Дорис Милер             |
| Џон Војт             | Френклин Делано Рузвелт           |
| Алек Болдвин         | потпуковник Џими Дулитл           |
| Том Сајзмор          | наредник Ерл Систерн              |
| Вилијам Ли Скот      | поручник Били Топмсон             |
| Грег Зола            | поручник Ентони Фуско             |
| Јуен Бремнер         | поручник „Ред“ Винкл              |
| Џејми Кинг           | болничарка Бети Бејер             |
| Кетрин Келнер        | болничарка Барбара                |
| Џенифер Гарнер       | болничарка Сандра                 |
| Сара Ру              | болничарка Марта                  |
| Мајкл Шенон          | поручник „Гуз“ Вуд                |
| Ден Акројд           | капетан Терман                    |
| Колм Фиор            | адмирал Хазбанд Е. Кимел          |
| Мако Ивамацу         | адмирал Исороку Јамамото          |
| Кари-Хиројуки Тагава | камандант Минору Генда            |
| Вилијам Фикнер       | Денијев отац                      |
| Грејем Бекел         | адмирал Честер Нимиц              |